# Lovski rog (prostozidarska loža)
Lovski rog je bila prostozidarska loža, ki je bila delovala v Westminstru v prvi polovici 18. stoletja.
Med člani lože so bili: Charles Montesquie, Jean-Baptist Lefranois de Sade, Joseph Jérôme Lefrançois de Lalande, Andrew Michael Ramsay, ...